# Аферисты поневоле
«Аферисты поневоле» (англ. The Con Is On) — комедийный фильм 2018 года режиссёра Джеймса Окли. 
В главных ролях: Элис Ив, Ума Турман и Тим Рот.

## Сюжет
Фильм рассказывает об английской паре Харриет и Питер, которые оказались должниками одного знаменитого гангстера, в результате чего они отправляются в США.

## В ролях
- Ума Турман — Харриет Фокс
- Тим Рот — Питер Фокс
- Мэгги Кью — Ирина
- Элис Ив — Джеки
- София Вергара — Вивьен
- Паркер Поузи — Джина
- Стивен Фрай — Сидней
- Криспин Гловер — Габриэль Андерсон
- Майкл Сироу — Ханс
- Карли Стил[англ.]  — журналист (камео)
- Мелисса Сью Андерсон — гость № 2 (камео)
- Дэниел Францезе
- Эшли Уильямс

## Производство
14 мая 2015 года было объявлено, что Ума Турман сыграет главную роль в комедии «Драгоценности», которую Джеймс Оукли будет снимать по собственному сценарию, в соавторстве с Алексом Михаэлидисом. Кристин Ченовет также сыграет главную роль, в то время как Кассиан Элвис, Дж. К. Чандор, Роберт Огден Барнум и Уильям Кливингер будут продюсировать.  Съёмки начались в июле 2015 в Нью-Йорке. Было подтверждено, что Дейв Хансен также будет продюсировать фильм, в то время как участие Ченовет не было подтверждено. Эллиотт Майкл Смит был сопродюсером постановки.

## Съемки фильма
Основные съемки начались 20 июля 2015 года в Нью-Йорке и проходили по всему Манхэттену и Йонкерсу. Тим Рот, Элис Ив, София Вергара, Мэгги Кью, Паркер Поузи и Стивен Фрай присоединились к съёмкам 27 августа 2015 года.

## Релиз
Фильм был выпущен 4 мая 2018 года компанией Lionsgate. Критика встретила картину довольно прохладно, хотя без особых нападок. На Rotten Tomatoes фильм имеет рейтинг одобрения 0%, основанный на обзорах от 6 критиков. Гэри Голдштейн из Los Angeles Times назвал фильм «стильной каперсовой с приятным кричащим, пропитанным мартини диалогом и потрясающим комедийным фильмом Умы Турман, как гламурной британской мошенницы», но очень критично относится ко второй половине фильма. Мэтт Золлер Зейтц, пишущий для RogerEbert.com, дал фильму 1,5 звезды из возможных 4, написав, что это «фильм, словно, говорит, что эпатаж якобы равен качеству».